# Andrei Petrowitsch Aplaksin

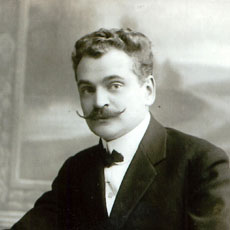
Andrei Petrowitsch Aplaksin

Andrei Petrowitsch Aplaksin (russisch Андрей Петрович Аплаксин; * 10. Junijul. / 22. Juni 1879greg. in St. Petersburg; † 21. Dezember 1931 in Leningrad) war ein russisch-sowjetischer Bauingenieur, Architekt, Restaurator und Hochschullehrer.

## Leben
Aplaksin studierte 1898–1904 in St. Petersburg am Institut für Zivilingenieure. Es folgte das zweijährige Studium an der Pawlowskoje-Militärschule, die er 1906 als Podporutschik der Reserve verließ.
Aplaksin war mit dem Metropoliten Antoni (Walkowski) von St. Petersburg verwandt und hatte 1903 dessen Nichte geheiratet.
1906 wurde Aplaksin Eparchie-Architekt der Eparchie St. Petersburg. Er restaurierte in St. Petersburg die Simson-Kathedrale (Bolschoi Sampsonijewski Prospekt 41A), die Kasaner Kathedrale und in Kingissepp die Katharinenkathedrale. Am Bolschoi Sampsonijewski Prospekt 53 baute er 1907–1909 für das Kaschiner Sretendski-Kloster ein Gästehaus mit der Anna-von-Kaschin-Kirche. Weitere kirchliche Gästehäuser folgten. Zusammen mit Nikolai Lansere baute er 1909 die Kapelle der Simson-Kathedrale.
1914 zu Beginn des Ersten Weltkriegs wurde Aplaksin zum Militärdienst einberufen. Er arbeitete in Moskau im Eisenbahn- und Militärbauwesen auch nach der Oktoberrevolution bis 1928.
1928 kehrte Aplaksin nach Leningrad zurück und lehrte am Institut für wissenschaftliche Pädagogik. Daneben wurde er im August 1930 Chefingenieur der Holzexport-Aktiengesellschaft Eksportles.
Aplaksin starb in Leningrad am 21. Dezember 1931 und wurde auf dem Smolensker Friedhof begraben.

## Werke (Auswahl)

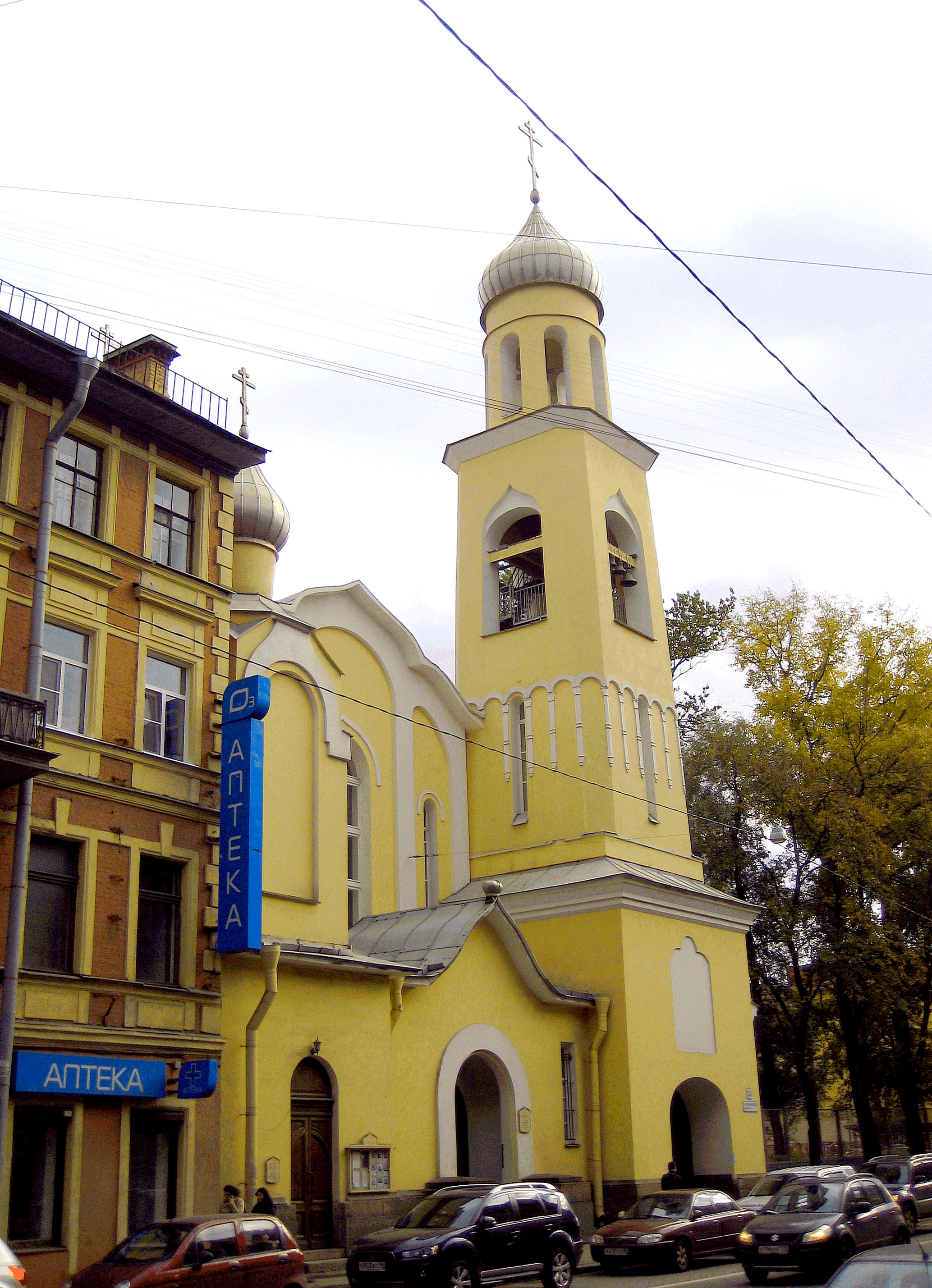
Anna-von-Kaschin-Kirche (1907–1909), Bolschoi Sampsonijewski Prospekt 53, St. Petersburg
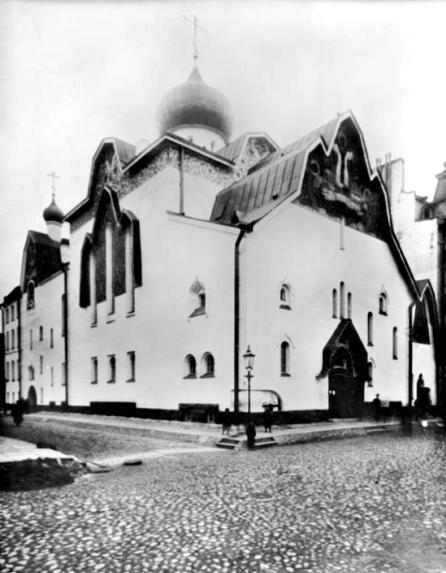
Kirche der Gottesmutter von Kasan (1908–1913, in den 1920er Jahren zum Wohnhaus umgebaut) des Gästehauses des Klosters der Gottesmutter von Kasan in Wyschni Wolotschok, Podresowa Uliza 14, St. Petersburg
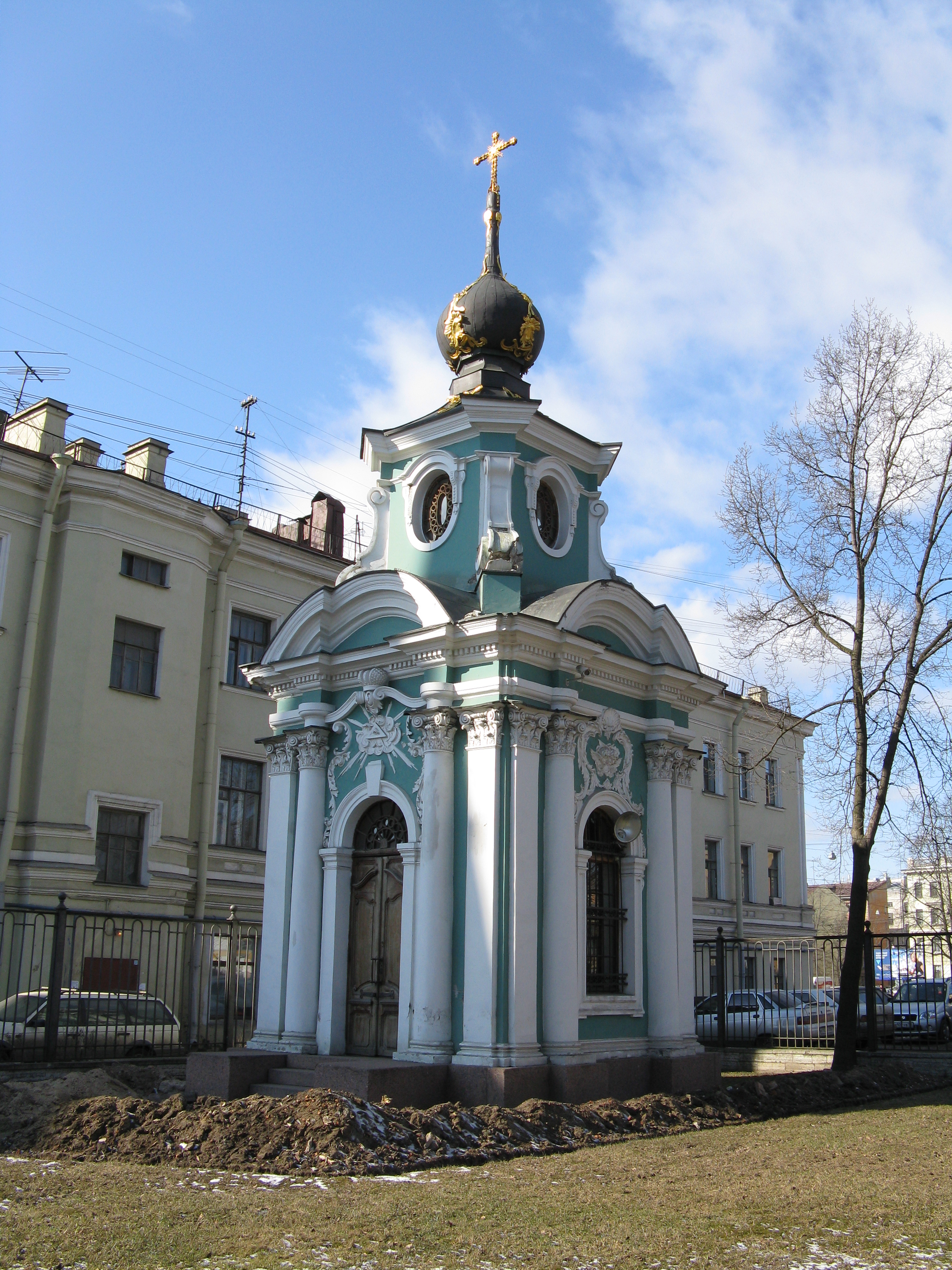
Kapelle der Simson-Kathedrale (1909), Bolschoi Sampsonijewski Prospekt 41A, St. Petersburg
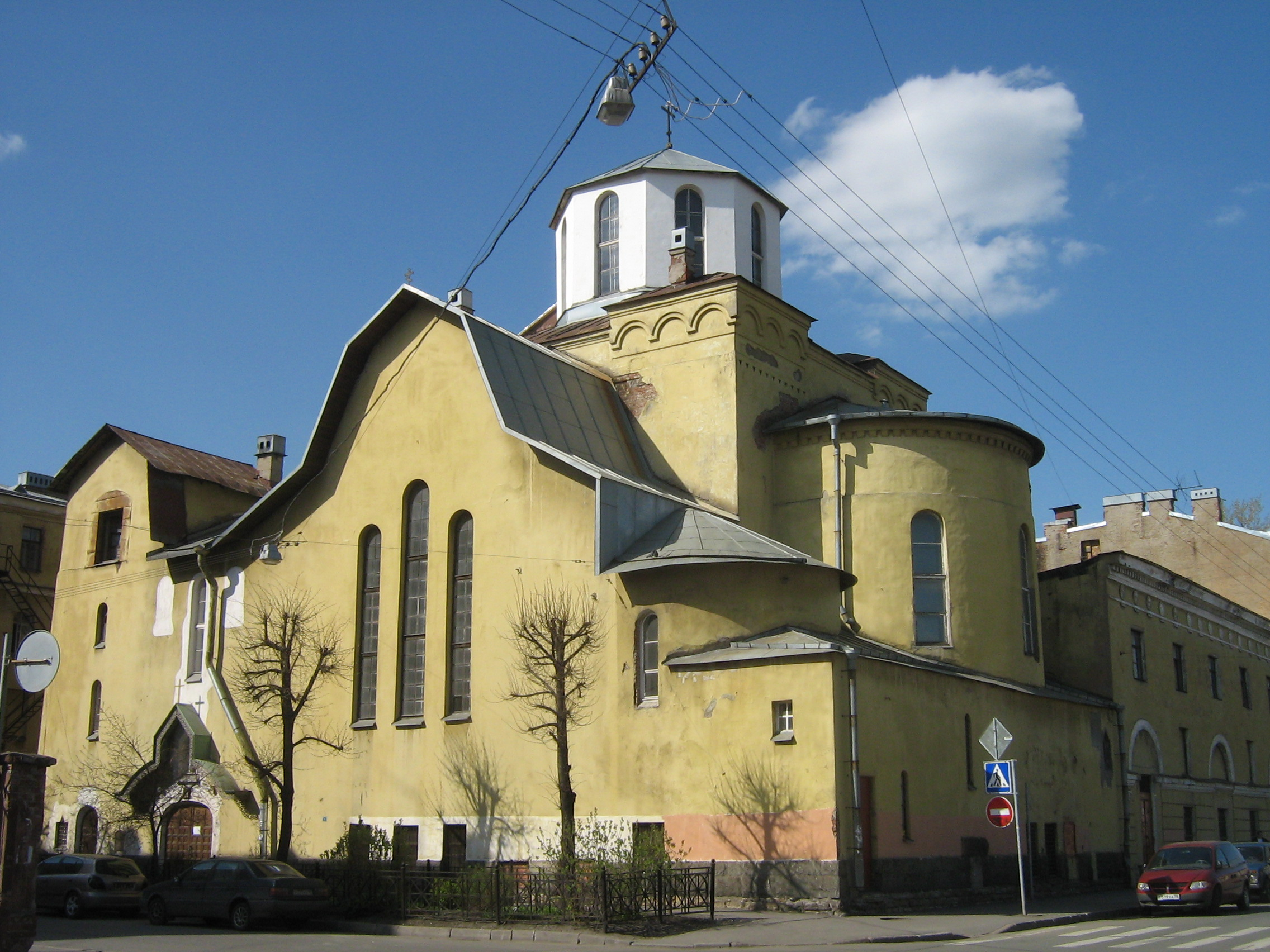
Metropolit-Peter-Kirche (1911–1912), Romenskaja Uliza 12, St. Petersburg
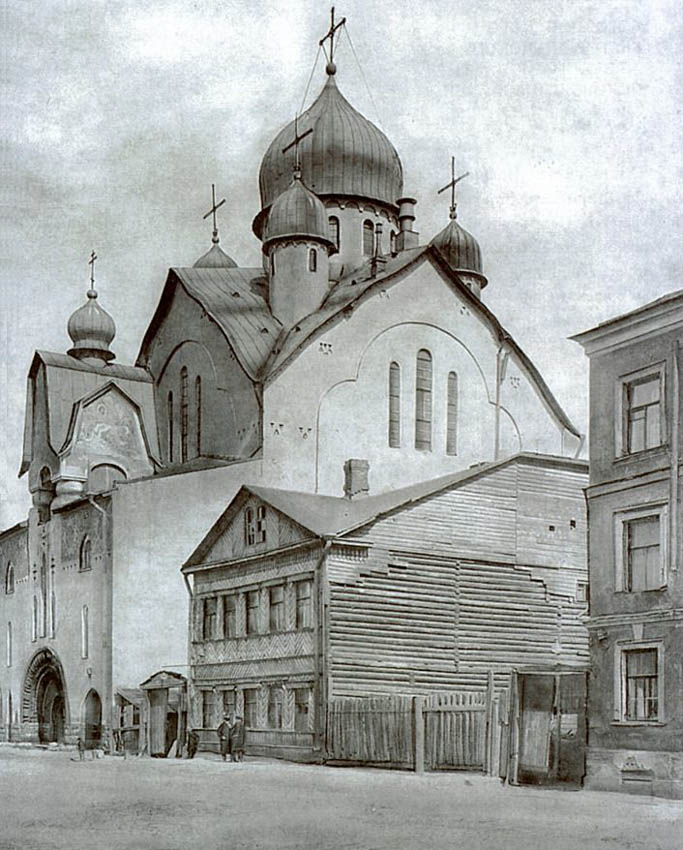
St. Petersburger Gästehaus der Pekinger Geistlichen Mission mit der Kirche der Gottesmutter von Kasan (1911–1913, Ruine), Woroneschskaja Uliza 110, St. Petersburg
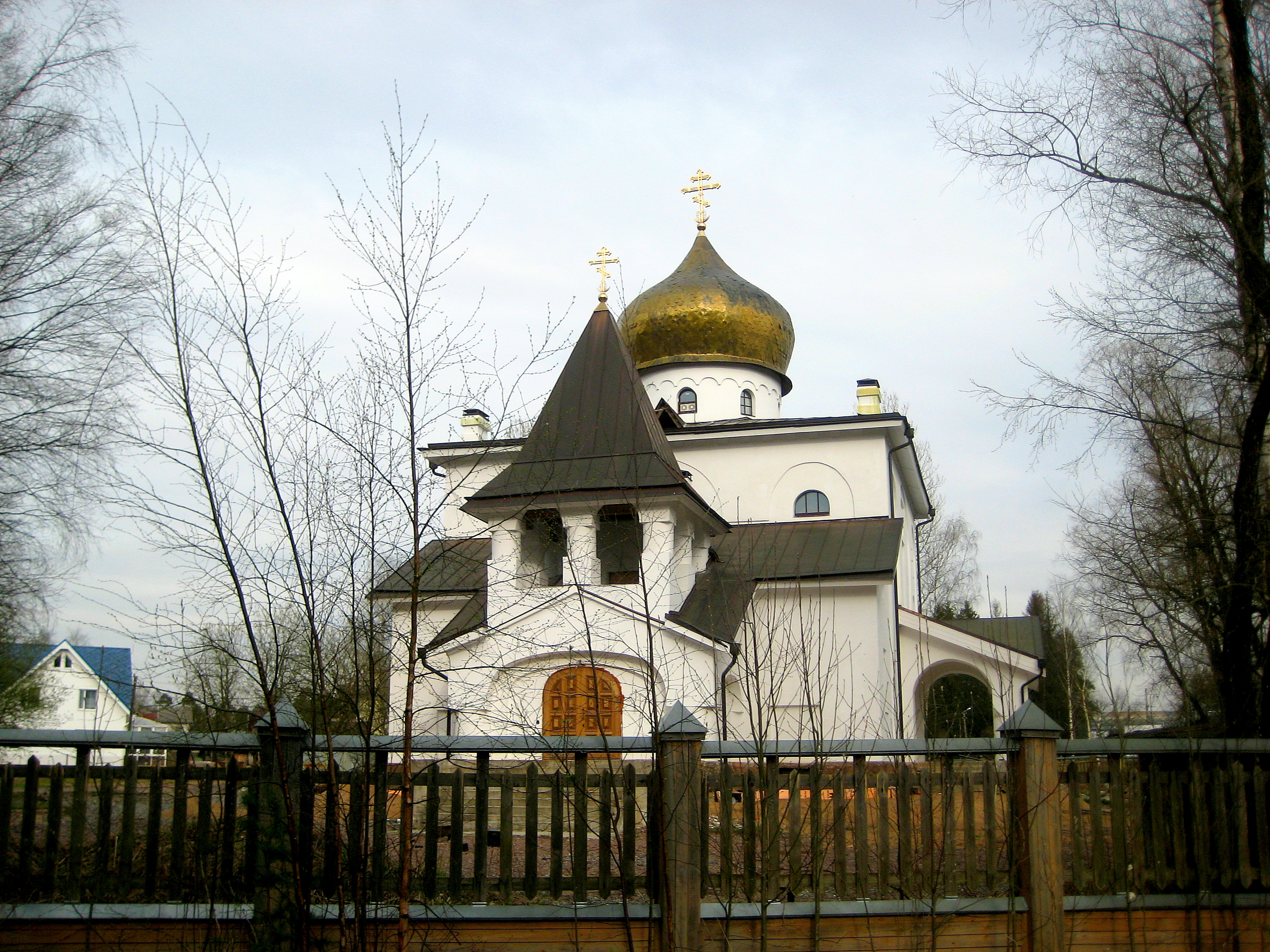
Peter-und-Paul-Kirche (1912–1914), Dibuny, Kljutschewaja Uliza 1, St. Petersburg
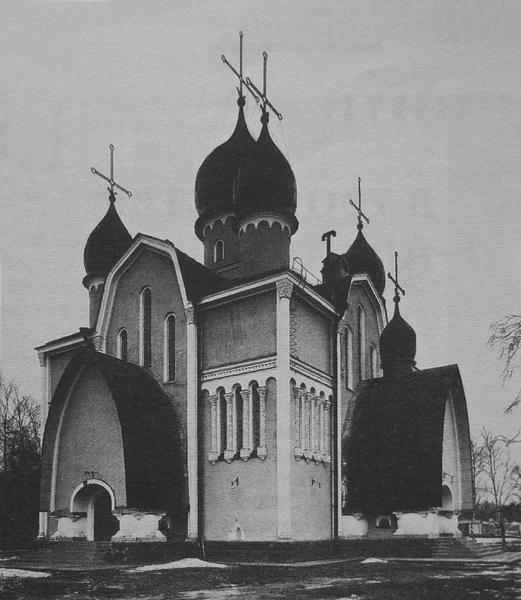
Mariä-Entschlafung-Kirche, Wolkowo-Friedhof, St. Petersburg